# Lea W. Frey
Lea W. Frey (* um 1982 in Berlin) ist eine deutsche Sängerin und Songwriterin.

## Wirken
Frey hatte als Jugendliche klassischen Gesangsunterricht; daneben leitete sie eine Rockband, was zu Konflikten mit ihrer Lehrerin führte. Seit 2003 arbeitete sie mit dem Keyboarder Venezian im Projekt Nachtlüx. Ab 2005 studierte sie Jazzgesang an der Hochschule für Musik Weimar bei Jeff Cascaro, Michael Schiefel und Daniel Mattar. Mit ihrem Trio, zu dem die Brüder Bernhard (Bass) und Peter Meyer (Gitarre) gehören, legte sie zwei Alben mit Coversongs vor. Im New European Jazz Collective von Rob Spelberg hat sie Songs von Kate Bush interpretiert, in der Bigband Moritz und das große alte Problem von Moritz Sembritzki Texte über das Träumen. Daneben war sie im Projekt Rilkelieder mit dem Pianisten Carsten Daerr tätig. Nicolai Thärichen holte sie in sein Hendrix-Projekt. 2017 stellte sie auf ihrem Album Plateaus eigene Songs vor. Daneben widmet sie sich vermehrt der klassischen Musik.

## Diskographische Hinweise
- Nachtlüx: Nach Norden (Traumton 2009)
- We Can’t Rewind (Traumton 2011)[3]
- How Soon Is Now (Traumton 2013)[4]
- Thärichens Hendrixperience Orchestra (Laika 2016)
- Plateaus (yellowbird/enja 2017), mit Liz Kosack, Peter Meyer, Bernd Meyer, Andi Haberl[5]